# Elena Viviani
Elena Viviani (* 10. Oktober 1992 in Sondalo) ist eine italienische Shorttrackerin.
Sie startet für den Verein Bormio Ghiaccio und trainiert seit 2010 unter dem neuen Nationaltrainer Éric Bédard am Leistungszentrum in Bormio. Sie gehört zur Gruppi Sportivi Fiamme Gialle, einer Sportfördergruppe der Guardia di Finanza. Viviani gehört seit der Saison 2008/09 zum italienischen Nationalteam und debütierte im Februar 2009 in Dresden im Weltcup. Über 500 m erreichte sie dabei einen guten zehnten Platz. Bei der Juniorenweltmeisterschaft in Sherbrooke bestritt sie ihre erste internationale Meisterschaft und gewann in der Staffel die Goldmedaille. In der Saison 2009/10 startete Viviani bei vier Weltcups, schied aber stets im Vorlauf aus. Ihr größter Erfolg in der Saison war der Gewinn der Bronzemedaille mit dem Team bei der Heimweltmeisterschaft in Bormio. Erfolgreich lief die Saison 2010/11. Im Weltcup erreichte sie in Einzelrennen einmal ein Halbfinale, mit der Staffel wurde sie zweimal Dritte und erreichte ihre ersten Podestplätze. Sie startete bei der Europameisterschaft in Heerenveen, wo sie Rang 14 im Mehrkampf und Rang sechs über 500 m errang. In der Staffel konnte sie die Silbermedaille gewinnen. Bei der Teamweltmeisterschaft in Warschau wurde sie mit ihren Teamkolleginnen Fünfte. Sie bestritt auch die Juniorenweltmeisterschaft in Courmayeur. Dort verpasste sie als Vierte über 500 m eine Medaille nur knapp, im Mehrkampf wurde sie Achte und in der Staffel konnte sie erneut die Goldmedaille gewinnen. Auch bei der Europameisterschaft 2012 in Mladá Boleslav gewann Viviani Silber in der Staffel. Sie wurde aber nur im Halbfinallauf eingesetzt. Sie gewann bei den Olympischen Spielen 2014 in Sotschi mit der 3000-Meter-Staffel Bronze. Dieselbe Medaille gewann sie kurz darauf auch bei der WM 2014 in Montreal.

## Persönliche Bestzeiten
- 500 m: 43,676 s (aufgestellt am 7. November 2014 in Salt Lake City)
- 1000 m: 1:30,124 min (aufgestellt am 7. November 2014 in Salt Lake City)
- 1500 m: 2:24,984 min (aufgestellt am 13. November 2016 in Salt Lake City)
- 3000 m: 5:26,123 min (aufgestellt am 15. November 2015 in Bormio)